# Stadion Miejski Rapid w Katowicach
Stadion Miejski Rapid – stadion piłkarski w Katowicach, w Polsce. Obiekt może pomieścić 1000 widzów.
Stadion na Koszutce (obok Parku Alojzego Budnioka) przez lata był obiektem treningowym GKS-u Katowice. W związku z prowadzoną obok budową (ulica Stęślickiego) obiekt na kilka lat przestał być używany i w tym czasie wyniszczał. W 2006 roku kosztem 5,7 mln zł stadion wyremontowano, montując boisko ze sztuczną nawierzchnią, trybuny i oświetlenie. Otwarcie boiska po remoncie nastąpiło 16 września 2006 roku. Obok głównego, pełnowymiarowego boiska, powstało także mniejsze, treningowe. Autorką wyłonionej w drodze plebiscytu nazwy Rapid była Katarzyna Kniewska. Boisko zostało stworzone, by zapewnić miejsce do treningów oraz rozgrywania spotkań przez mniejsze katowickie kluby piłkarskie. Grały na nim m.in. piłkarki nieistniejącego już klubu 1. FC AZS AWF Katowice, które spędziły trzy sezony w Ekstralidze (2010/2011, 2011/2012 i 2014/2015).